# ウォーシップガンナー2 鋼鉄の咆哮
『ウォーシップガンナー2 鋼鉄の咆哮』（ウォーシップガンナー ツー くろがねのほうこう）は、コーエーから2006年に発売された第二次世界大戦期を題材にしたPS2用海戦アクションゲームで、鋼鉄の咆哮シリーズのPS2版第4作、Windows版も含めた発売順では第6作である。「WSG2」等と略される。ゲームシステムについてはシリーズ項目を参照。

## ストーリー
欧州大戦の終結から20年余りが経った1939年3月。列強各国による軍拡競争が進む中、クリミア戦争時にロシア帝国との独立戦争に勝利したシベリア極東に存在する小国家・ウィルキア王国では、国防軍と近衛軍による総合大演習が始まろうとしていた。しかし演習に参加した国防軍部隊によって突如クーデターが勃発。国防軍大将「フリードリヒ・ヴァイセンベルガー」を首領とする反乱軍は、ヴァイセンベルガーを国家元首とするウィルキア帝国を名乗って世界征服を宣言し、秘匿してきた「超兵器」を用いて各国への侵略を開始する。
超兵器の威力によって帝国が戦いを優位に進める中、国王と共に脱出したウィルキア近衛海軍士官「ライナルト・シュルツ」は、海軍大学時代の後輩「クラウス・ヴェルナー」、軍事顧問として派遣されていた日本海軍の鬼教官「筑波貴繁（つくばたかしげ）」、ドイツ共和国軍技術将校「エルネスティーネ・ブラウン」らと共に世界中の反帝国戦線を転戦し、帝国の野望の阻止と祖国奪還の為に闘う。

## 特徴
鋼鉄の咆哮シリーズではあるが、Windows版、PlayStation 2版共々基本的なシステムは同じであったのに対し、本作だけはかなり独特なシステムとなっている。これは前作『鋼鉄の咆哮2 ウォーシップコマンダー』まではPlayStation 2版はマイクロビジョンが主導で開発しており、これに加えWindows版の原作会社であるマイクロキャビンも開発協力で参加していた。しかし、今作は『亡国のイージス2035 〜ウォーシップガンナー〜』を開発していた「シェード」が手掛けており、マイクロキャビンはクレジット表記のみで関わっていないのが大きな要因と思われる。
『鋼鉄の咆哮2 ウォーシップガンナー』の正式な後継作である本作（ある任務中では「前作、「鋼鉄の咆哮2 ウォーシップガンナー」に〜」と紹介されている）は、PS2作品としては初めて潜水艦を設計・実戦投入することが可能となった。従来作品と比べてキャラクターも多数登場し、ストーリー性がかなり重視されているのが特徴。主人公の階級がストーリーの関係から少佐に固定されているため、功績を上げると功績勲章のランクが上がるようになっている（他のシリーズでは階級が上がる）。功績勲章の等級が上がるたびに後述する開発資金の割引が行われたり、新たな部品を開発できるようになる。
システム面では、前作ではなかった自動兵装が一部導入された（自動兵装が対象とするのはミサイル、魚雷、機雷、ロケット、敵航空機など）。またPS2完全オリジナルなので新たな超兵器も登場する。ミッションの進め方によって副官が選択され、ストーリーが分岐する(ウィルキアルート(ヴェルナー)、日本ルート(筑波)、ドイツルート(ブラウン))。装備部品の生産が今までのシリーズと違い、システムがWindows版鋼鉄の咆哮2-ウォーシップコマンダー-のような「特殊研究機関」のようになり、生産されるようになれば無限に生産できるようになった（所持数無限。ただし、一部は開発不可）。また生産を進めれば、なかなか手に入らなかったレアな部品が作れるので今までのようにステージで何回も拾わなくても、簡単に手に入る（しかしだいたいのレアな部品はステージで最低1つ手に入れなければならない）。設計システムや描画エンジンは亡国のイージス2035 〜ウォーシップガンナー〜から流用されている。航空機にはヘリコプター、VTOLが追加され、ヘリポートを搭載することでハリアーといった強力な航空機を運用することができる。特にアイテムコンテナを回収する能力を持つ「救助ヘリ」は重要な役割をになう(ただし航空機の戦闘能力は前作より著しく弱体化されている)。
登場艦船は従来の駆逐艦・巡洋艦・空母・戦艦・航空戦艦に加え、『鋼鉄の咆哮3』から登場した潜水艦、さらにフリゲートが登場する。そして、従来の作品にあった日米英独の建造タイプを設定することがなくなり、開発すればどの国のタイプの部品も入手できるようになり、部品の組合せが非常に自由になった(例えば船体は日本型、前艦橋はアメリカ型、後艦橋はドイツ型という設計が容易にできる)。また、艦船の設計画面では艦旗も設定・変更できる。日米英独などの史実のもの（なおドイツ第三帝国旗もあるがハーケンクロイツは変更され、解説も架空のものとなっている）から、主人公が属する架空国家であるウィルキアの国旗、国際信号旗、果ては鯉のぼりなどの意味不明のもの、「AFK」など意味不明ながらさまざまな特典や特殊効果がつくために妙に役立つものまで多種多様である。
前作ではWWIIモードが別にあったが今作ではなくなり、サバイバルモードに加え新たなモードが3つ追加された。
敵ユニットの攻撃システムにも大きな変更がある。従来の作品では7つ装備された兵装は、1種ごとに装填判定が行われていたが、今作では基数ごとに独立しているようで絶え間なく攻撃が続く。また前作までは7種類装備された兵装の内、5番から7番までは耐久力が半分を切らない限り使用できない、つまりボスの耐久力が減ると攻撃が強化されるというシステムであったが、今作では一部を除き最初から全兵装を使用してくる。
インフェルノ
与えられた課題をいかに早く達成するか競うモード。
ボスラッシュ
サバイバルモードの超兵器戦のみのモード。
特殊任務
本編の後日談。本編とは一味違ったストーリーを楽しめるモードで、登場人物の違った一面が見られる。

## 登場人物
ライナルト・シュルツ（声：竹本英史）
本作品の主人公でプレイヤー艦の艦長。ウィルキア近衛海軍→ウィルキア解放軍少佐。28歳。
海軍学校を首席で卒業した若きエリート将校。しかし性格はそこまでエリート然とはしていない。各地を転戦し戦果を挙げ、対超兵器戦におけるフラッグシップとして讃えられると同時に、その超兵器そのものの脅威を目の当たりにし続けていくこととなる。
「特殊任務」では暴走する副官達に巻き込まれつつもツッコむ役割を担う。もっとも、本人もノリノリで暴走した。
主キャンペーン終了後、階級が少将に昇格している。
クラウス・ヴェルナー（声：私市淳）
ウィルキア近衛海軍中尉でシュルツの後輩士官。27歳。
序盤は近衛駆逐艦フンディンの艦長だが、ルート次第ではシュルツが指揮する艦の副長となる。
その正体はヴァイセンベルガーの庶子（当人もいきなり現れた彼に告げられるまでその事実を知らなかった）であり、序盤では「子羊」の暗号名を名乗る帝国軍諜報員として暗躍した。しかし、理想のためならば味方の犠牲も厭わない父親のやり方を目の当たりにしたことで諜報員としての自分と副官としての自分に葛藤し、シュルツ暗殺の目的から外れて自殺未遂を起こすも、シュルツに説得されて帝国を倒すべく努力することになる。戦後は「居心地がよ過ぎる」「このままでは自分を許してしまう」との理由から自ら海軍を去り、モスクワにて外交官としての道を歩む。
「特殊任務」ではシュルツに対しハネムーンを迫るなど、彼に恋心のような感情を抱くキャラとして描写されている。オカルト趣味。
筑波貴繁（声：郷里大輔）
日本海軍の特務大尉でウィルキア海軍大学にてシュルツたちの教官を勤めた。57歳。ルート次第ではシュルツの副長となる。
古き良き日本の親父を具現化したような人物で、時には艦長であるシュルツを殴って修正することもあるが厳格な堅物というわけではなく、気さくかつユーモラスで社交的な面もある（仲間になるルートで確認可能）など実際は硬軟併せた性格をしている。既婚者であり、日本には妻の筑波八重を残しているが、妻の身柄を帝国軍と組んだ日本軍の親帝国派に狙われ、人質として利用される危機に見舞われたこともある。天城とは古くからの親しい中だが、解放軍に同行する際には彼と衝突する。戦後は再び教官に復職し、次期海兵候補を育成している。
「特殊任務」では親父の威厳も何もない側面を見せる。昔は果たし状を叩きつけるほどやんちゃだったとのこと。ミッションの一つで銀婚式を迎えている。
エルネスティーネ・ブラウン（声：鈴木麻里子）
ドイツ共和国軍の技術将校、階級は大尉。28歳。どのルートでも仲間になり、解放軍の戦術補佐官となる。ヴェルナーや筑波が仲間にならないルートではシュルツの副長も引き受けている。
超兵器解析に尽力し、誰よりも早く深く超兵器の異常性を突き止める。戦後は再び超兵器が用いられないように超兵器の無力化研究に尽力する。
「特殊任務」においては怪しげな広島弁でしゃべることも。どうやら任侠映画の影響らしい。非常に年の事を気にしているほか、ゴキブリが大の苦手らしく、その名を聞くだけで奇声を上げて気絶する。日本語は堪能で、難読漢字もさらりと読める。
ナギ（声：佐藤朱）
ウィルキア近衛海軍少尉でプレイヤー艦の通信長。23歳。
的確に職務をこなすが、年相応の面があるらしい。副長不在時は代行を行うこともあるなど、その役割は幅広い。
「特殊任務」においてはヒロインの座を狙って腹黒く行動し、騒動を拡大させる役割。出てくる超兵器に対してツッコミつつ説明してくれる。
天城仁志（声：藤本たかひろ）
日本海軍大佐で、筑波の古くからの戦友。52歳。日本軍の親帝国派によるクーデター時にシュルツらの脱出を支援するが、祖国に忠誠を誓う根っからの軍人であるが故、日本が帝国の傘下に下って以降は帝国軍に所属し、シュルツらの前に立ちはだかる。
「特殊任務」においては筑波同様、別の側面を見せる。
フリードリヒ・ヴァイセンベルガー（声：藤本たかひろ）
ウィルキア帝国の元首となった今作の黒幕。欧州大戦時には国防軍大将兼国防議会議長だったエリート軍人である。59歳。
今回のクーデターの首謀者であり、欧州大戦末期にウィルキア極地探検隊が発見した超兵器の存在を秘匿しつつ、クーデターの準備を行う最終段階として総合大演習を兵力移動の隠れ蓑として利用した。超兵器が持つ圧倒的な力による支配が平和と平等をもたらすと信じ、世界征服を企んでいる。しかし、他者を常に見下す傲慢さと極端な攻撃的思想故に、ストーリー最終盤では自らの身を滅ぼす結果を招くこととなる。
しかし「特殊任務」において生存していたことが明かされ、最終的には再びシュルツたちの前に現れるものの、ここではヴェルナーに唾棄されていた。
アルベルト・ガルトナー（声：小林通孝）
ウィルキア近衛海軍副司令兼参謀で、階級は大佐。46歳。
前任司令がクーデター時に戦死したため代行を務めるが、後には正式に解放軍司令に任命される。当人は自分のことを「補佐向きで司令官の器ではない」と思っているが、帝国との戦争では優れた戦略立案と采配で解放軍を率いた。
「特殊任務」では最後まで出番がなかったことに愚痴を漏らし、ナギによって特別に彼に登場の機会を与えられた。なお当該シーンのカットでは激務に忙殺された彼の姿が確認できる。
マンフレート・フォン・ヴィルク　（声：なし）
作中の年代におけるウィルキア王国の現国王。71歳。
ウィルキア独立戦争後に生まれ、漆露戦争後の先代国王崩御により王位を継承した。父の敷いた議会君主政体を護り、ドイツなどからの移民政策を取りつつ国土の復興と発展に注力したが、独立戦争期に兵力供与の見返りとして諸外国に与えなければならなかった国内の権益問題に頭を悩ませていた。クーデター勃発時には近衛艦隊旗艦イダヴァルに座乗しており、近衛陸軍の協力もあり国外脱出に成功している。ストーリー上では太平洋戦線の膠着後、解放軍よりひと足早く空路よりイギリスに亡命、正統政府の象徴として解放運動の旗印となる。
キャラクター原案は米村孝一郎が担当している。

## 登場超兵器
- 超高速巡洋戦艦「ヴィルベルヴィント」
「鋼鉄の咆哮2 ウォーシップガンナー」から引き続き登場する超兵器。最大速力が80kt近い巡洋戦艦。アルケオプテリクスと共にアメリカ太平洋艦隊に大打撃を与えた。本作では艦橋付近を攻撃することにより煙突が破壊され、速力が大幅に落ちる。また、損傷箇所を攻撃すると大きなダメージを与えられる。
- 超巨大潜水戦艦「ドレッドノート」
Windows版「鋼鉄の咆哮2 ウォーシップコマンダー」から登場する超兵器、大口径砲を搭載する潜水艦であり、浮上して砲撃戦を挑む能力を持つ。今までの作品では一度浮上すると再び潜航はしなかったが、本作では浮上と潜航を繰り返す。艦尾を破壊することにより潜航不可能にさせることが可能で、損傷箇所への攻撃が有効。
- 超巨大双胴強襲揚陸艦「デュアルクレイター」
旧作から登場する超兵器。揚陸艦の機能に加え、戦艦にも匹敵する兵装を持つ揚陸艦。物語序盤ではハワイを占領、後にスカパフローに奇襲をかけた際にシュルツ達と交戦する。旧作と同じく艦尾ウェルドックから小型艇を発進させるほか、旧作とは異なり積極的に航空機を運用する。開放した艦尾ウェルドック内部への攻撃が有効だが、本作では艦橋を破壊することによりハッチが常時解放状態になり、艦載艇が発進しなくなる。
- 超巨大爆撃機「アルケオプテリクス」
大口径砲や速射砲を搭載する双胴式の超巨大爆撃機。ヴィルベルヴィントと共にアメリカ太平洋艦隊に襲撃を行い、カリフォルニアの基地を空爆するなどして大打撃を与えた。
その後は欧州方面で出現し、ロンドンへ戦略爆撃を行うために飛来したところでシュルツと交戦する。主翼の翼端と尾翼部が破壊可能となっている。旧作から登場する超兵器だが、機体上部と後部に窓枠が追加されている他、ディテールが細かくなっているなど、モデリングに大幅な修正が加えられている。
- 超巨大双胴戦艦「ハリマ」
戦艦の船体を横に並べて連結した双胴艦。基本的に旧作と同様だが、今作では煙突と後部艦橋が破壊可能となっている。
PSP版ではダメージ計算変更の影響を著しく受けた艦の一つとなっており、難易度によっては100cm砲を搭載するなど、旧作と比べ攻撃能力が大幅に強化された。
- 超巨大航空戦艦「ムスペルヘイム」
戦艦の両舷に空母を2隻繋げた航空戦艦。紅海の解放軍艦隊を壊滅させた。旧作から大きく変更点があり、「グロース・シュトラール級の改良型」という設定が本作では逆転したため、ムスペルヘイムがプロトタイプの扱いとなっている。そのためか旧作では装備していた光学兵器を一切搭載しておらず、攻撃手段はミサイルや大量の噴進砲が中心である。耐久力が減ると旧作と同じく両舷の空母部が損壊するが、今作ではこれらを切り離すことで戦艦部分のみで行動する。
- 超巨大列車砲「ドーラ・ドルヒ」
新登場の超兵器。列車線4本を占領するほどの巨体をもつ列車砲であり、「160cm列車砲」を装備している。この超大口径砲は上空に撃ち上げられた後、隕石のように目標へ降ってゆく。観測気球によって着弾地点を計測しており、ゆえに気球を破壊されれば命中率が著しく落ちる。本体は鈍足であるが、動力車を前後に2両ずつ計4両連結させており、これにより高速移動を可能としている。動力車にも武装が装備されており、破壊すれば本体の速度が落ちるがトンネルに入ると復活する。
デザインをした米村孝一郎は自身のTwitterで「グスタフがキャラ立ちしすぎてデザインしにくい、巨大感を出すために砲身長を伸ばしても画面内での取り回しが悪くなるので、砲身を太く基部をさらに太く」とコメントしている。また観測気球のデザイン画ではゴンドラに熱気球用バーナーがついており、これについて「最大のミス」と述べている。
- 超巨大氷山空母「ハボクック」
史実に計画が存在した、艦体の周りに氷を生成する空母。氷が破壊されても海水で修復してしまう。本作では氷を破壊することが可能となっており、船体を丸裸にすることができる。氷は破壊すると再び生成が始まるが、火炎放射砲で破壊すると復活しない。戦闘開始直前に天候が雪に変わり、超兵器機関による影響とブラウン博士が推測している。旧作から登場する超兵器ではあるが、どの作品でも氷が溶けたり破壊される場面は無かったため、本作で船体形状が初めて露になる。これにより、艦体形状が双胴空母だったことが新たに判明した。
- 超巨大レーザー戦艦「グロースシュトラール」
帝国に協力したソ連への見返りとして、バルト海奥地のソ連領で建造されていたとされる超兵器。
旧作とは異なりムスペルヘイムの改良型とされ、様々な光学兵器に加え、今作では80cm砲も搭載している。艦橋を破壊した場合、もしくはある程度艦が損傷したタイミングで超兵器機関が暴走する。この状態では制御不可能と見られ、一定時間が経つと自爆してしまう。暴走後は大規模な衝撃波で敵を破壊する「光子榴弾砲」を使うようになるなど、攻撃がさらに激しさを増す。旧作ではムスペルヘイムの原型という位置づけだったが、今作では「ムスペルヘイムの改良型」とされる。
- 超巨大攻撃機「フォーゲル・シュメーラ」
今回から新登場の超兵器。4枚の翼を持つ異形の攻撃機で、翼端に付けられたジェットエンジンを使い空中を自在に飛び回る。ぶら下げるように搭載している巨大レーザー砲「ホバー砲」で海を割るような射撃を行い、さらに海面に小型レーザーポッドを投下して海空両面から攻撃をしかける。報告から「グロース・シュトラールの航空機型」とも比喩されたが、搭載する光学兵器はホバー砲のみである。ハワイに奇襲をかけ、アメリカの超兵器「ワールウインド」を撃沈した。オープニング映像ではホバー砲を海面に垂直照射し、大波で艦隊を一掃している。超兵器機関による天候操作能力を明確に示した超兵器であり、晴天を雷雨に変えている。
デザインをした米村孝一郎は自身のTwitterで「発掘された超科学を使用した設定から極端な外観を持つ攻撃機としてデザインした」、また「レーザーポッドは前翼の下部と側面に格納している」とのこと。
- 超兵器「ワールウィンド」
名称のみ登場の超兵器。アメリカ海軍がヴィルベルヴィントの残骸を回収、サルベージした艦。
フォーゲル・シュメーラの変則的な軌道の前に為す術もなく撃沈された。
- 超巨大ドリル戦艦「アラハバキ」
艦首に巨大ドリルを2基、舷側に巨大な回転ソーを4基装備したドリル戦艦。体当たりによる攻撃を行う。
旧作とは大きくデザインが異なり、旧作で「アラハバキ2」という名称で登場した艦と同じ形状となっている。なお「アラハバキ2」ではドリルが海上に全て出ている状態だったが、本作では敵艦の喫水線を狙うためか喫水が深くなっており、先端が海面に触れるほどになっている。艦橋を破壊することにより、ドリルとソーの駆動を停止させることが可能。天城仁志がシュルツ達を沈めるために本艦に搭乗している。
- 超巨大戦艦「ヴォルケンクラッツァー」
日本の呉基地で建造されていた超兵器。
艦内の全エネルギーを集約して撃ち出す高威力兵器「波動砲」を装備しており、シュルツ達を迎え撃つために四国を真っ二つに分断してバイパスを形成、その狭間を通過する形で登場する。旧作では波動砲によるものと思しき地形変化はマップ上などで描写されていたものの、実際に映像として地殻を破砕する描写が登場したのは本作が初のことである。
波動砲は大陸を削るほどの威力があるが、発射までにエネルギーを充填する必要があり、このとき艦首や砲身付近に攻撃を当てるとエネルギーの逆流により暴発を引き起こしダメージを与えられる。また艦橋を破壊すると防御重力場が弱まり、防御力が落ちる。本作では歴代作品で装備していたレールガンやδレーザーなどは装備していないが、難易度HARD以上では「砲塔型レールガン」を搭載する。なお「波動砲」を搭載しているとされているものの、発射エフェクトはプレイヤーが利用可能な「波動砲」とは異なり、波動砲の改良型「超波動砲」のものと同一である。
- 超巨大水上要塞「ヘル・アーチェ」
今回から新登場の超兵器。海上油田に偽装した超大型レーザー砲台であり、太陽光を利用した超大型砲「太陽光凝集砲」を装備している。砲台本体と4基の架脚から形成され、架脚には砲門と離着陸場を備える。ナギは油田を改造したものと推測していたが、シュルツは最初から超兵器として建造されていたものと推測している。
太陽光凝集砲は、空中に浮かぶ鏡「浮遊鏡」を大量に放出して太陽光を砲塔に集め、チャージした後に太陽光凝集砲を放つという射撃プロセスを経る。そのため浮遊鏡を破壊するとチャージ時間が延びる。PS2版では機関後進していれば当たらないバグがある（PSP版では修正）。シュルツ達が戦闘するまでは海域に霧が発生しており、行方不明艦（恐らくヘルアーチェに撃破された艦）が続出していたが、ナギがヘル・アーチェを確認すると晴れる。このため、ヘル・アーチェも天候を操る能力を持っていると思われる。
前記したフォーゲル・シュメーラ及びドーラ・ドルヒと、後記するフィンブルヴィンテルは米村孝一郎デザインだが、ヘル・アーチェは別人物によるデザインとのこと。
なお現実においては、太陽光凝集砲に類似する攻撃手段として「アルキメデスの熱光線」が存在したとされている。
- 超巨大航空戦艦「リヴァイアサン」
ヴァイセンベルガーが本国に隠していた超兵器。出現とともに周辺海域の波高を上昇させていることから、津波を引き起こすことができると目される。
トリマラン型船体の後部にアングルドデッキを有する飛行甲板を装備した航空戦艦で、荷電粒子砲と各種のミサイルを主兵装としており総合的に高い性能を誇る。艦橋を破壊するとグロースシュトラールと同じように暴走し、光子榴弾砲を用いて攻撃を行う。登場ムービーでは大型レールガンのハッチを開放する場面があるが、戦闘中は閉じており、そもそもレールガンなどの電磁兵装を装備していない。これは旧作「鋼鉄の咆哮3」においてレールガンを装備する超兵器であった名残である。
- 超巨大潜水戦艦「ノーチラス」
リヴァイアサンを撃沈されたヴァイセンベルガーが、北極への逃走用に使用した超兵器。明言はされていないが、旧作と同様ドレッドノートの同型艦とされる。本作では最初は浮上しており、一定ダメージを与えると潜航・逃走するイベントが発生し、ステージは強制クリアとなる。旧作で搭載していた光学兵器は搭載していない。
その後はシュルツの艦に追跡されるが、北極においてヴァイセンベルガーが後述のフィンブヴィンテルを起動した際、フィンブルヴィンテルから反物質砲の攻撃を受け跡形もなく消滅した。
- 究極超兵器「フィンブルヴィンテル」
今回から新登場の超兵器であり、本作の最終ボスにして、これまで登場した全超兵器の原型である「マスターシップ」である。
オープニング映像で登場する赤い目玉はこの超兵器のものであると思われる。前方に突き出した2本の胴体と、その上部に巨大な「顔」を持ち、顔には「反物質砲」を兼ねる多数の目玉を持つ異形の艦。反物質砲となっている顔の目玉からは咆哮と共に「黒い雷球」と呼ばれる反物質弾が放たれ、着弾時には氷山や島をも消し去るほどの対消滅反応を起こす。胴体を連結している中央部のコアらしき箇所を破壊すると、中から「脳味噌」のようなものが露になり、防御力が落ちる代わりに暴走を始める。
ヴァイセンベルガーによって太古より存在していたことが明かされており、北極海に存在した大陸を抹消して「大いなる冬」をもたらしたという。シュルツ達が倒してきた超兵器はこのフィンブルヴィンテルを起動させる為の実験台で、ヴァイセンベルガー曰く「紛い物」に過ぎない代物だった。これら超兵器の動力源「超兵器機関」は、フィンブルヴィンテルを原型にして生み出されたのではないかと推察されている。
デザインをした米村孝一郎によると「現用艦を基にしたデザインは受けなかったので宇宙船的に変更。BLUEDROPのノヴァール同様亀裂が無数に入った船体を造形で表現するがテーマでモチーフは海坊主。」とツイッターでコメントしている。準備稿の「現用艦を基にしたデザイン」時点では三胴艦のような形状をしている。

以下「特殊任務」にて登場
- 超巨大ドリル戦艦「アマテラス」
- 超巨大ドリル戦艦「あら、葉巻?」
どちらも「アラハバキ」の同型艦。「アマテラス」は旧作にも登場したが、「あら、葉巻？」は本作初登場。
「アラハバキ」がキューバ島の「裏(＝北洋)」にてシュルツ達にタイマンを申し込み戦闘が発生、撃破すると今回出番の無かった次男の「アマテラス」が登場。さらにアマテラスを撃破すると「あら、葉巻？」が登場する。2隻ともアラハバキと全く同じ形状だが同艦より性能で上回っており、光学兵器を装備している。3隻合わせて「ドリル三兄弟」らしく、アラハバキが三男、アマテラスが次男、あら、葉巻？が長男らしい。PSP版ではステージの難易度が非常に高く、特に速度性能の強化が著しい。さらに2周目では「あら、葉巻？」の出現と同時に「アラハバキ」と「アマテラス」が復活し、3隻同時に相手をすることとなる。特にあら、葉巻？の速力が同型艦と比べ大きく跳ね上がっており、難易度によってはプレイヤー艦設計時の速度上限を上回る176ktにも達する。
- 究極ステルス戦艦「パーフェクトプラッタ」
光学迷彩によって目視できない戦艦。しかし航跡により位置が特定できる。
なお、鋼鉄の咆哮シリーズのWindows版では「〇〇・ブラッタ」という名称の超兵器が毎回登場している（ステルス艦である『鋼鉄の咆哮 ウォーシップコマンダー』を除いて光学迷彩を搭載しているのも共通）。登場ミッションのブリーフィングでナギが呟く「パソコン版の常連」はこのことで、「リフレクト・プラッタ（原作ではリフレクト・「ブ」ラッタ）」は「鋼鉄の咆哮2 ウォーシップコマンダー」に登場した超兵器のことである。「プラッタ」とは「ゴキブリ」を意味する。
- 究極なまもの兵器「キョウフノダイオウイカ」
その名の通り、鉢巻を巻いた巨大なイカの姿をした究極生物（なまもの）兵器。なお、姿はダイオウイカではなくスルメイカである。
火星から降ってきた「恐怖の大王」であり、1999年に世界を滅ぼすと予言された。作中では南氷洋に封印されていたが、北極から地底を通って南極に到達したヴァイゼンベルガーがこれを発見し、養殖して対日輸出しようとしていた。
その姿とは裏腹に耐久力はフィンブルヴィンテルを遥かに上回り、イカリング状の「イカリングレーザー」やイカ墨波動砲、超怪力線照射装置、超射程SSMなどの高性能兵装を複数搭載している。その能力はヴァイゼンベルガー曰く「リヴァイアサンの約十倍（当社比）」らしい。PSP版ではイカリングレーザーが消え、代わりにフィンブルヴィンテルが装備していた「反物質砲（ただしプレイヤーが使える小型のもの）」を装備している。
- 「1/144 ぼるけんくらっつぁー」
超兵器「ヴォルケンクラッツァー」を小型化した艦。実際に1/144のサイズかについては不明。
特定ステージでデュアルクレイターの艦載艇として出現する。サイズは小型艇クラスだが、波動砲と拡散荷電粒子砲を持つ。

なお、旧作では超兵器登場時に読み上げられる「超高速巡洋戦艦『ヴィルベルヴィント』接近！」などといった超兵器の艦名を含む掛け声が用意されていたが、本作ではこれらのセリフが無くなっており、キャラクターが超兵器の艦名に直接言及する描写も少ない。
また「1/144 ぼるけんくらっつぁー」は撃破しても超兵器図鑑には登録されないが、撃破時には超兵器としてカウントされる。

## PlayStation Portable版
2009年にPlayStation Portableへと移植された。
主な変更点は以下の通り。
- 題名が『ウォーシップガンナー2 ポータブル』に変更。
- 「反物質砲」など、新規パーツの追加およびに既存パーツのパラメーター変更。ただしPS2版から登場しない航空機もある。
- 「超重力電磁防壁」など累積戦果褒章限定のパーツが開発・生産することができる。
- マルチプレイ機能搭載、「対戦」「協力」「設計図交換」を追加。
- 航空機の装備変更による、戦闘能力の改善。
- 既存パーツの強化による、敵攻撃力の激増（特に敵超兵器の強化が著しい）。
- 「ヘル・アーチェ」の大型レーザーが後進していても当たるようになった。
- 一部のBGM(ドック画面・設計画面・演習選択画面)が初代ウォーシップガンナー(PC版鋼鉄の咆哮2)のそれぞれのものに変更された。